# سنغر (دابوي الجنوبي)
سنغر (بالفارسية: سنگر) هي قرية تقع في إيران في قسم دابوي الجنوبی الريفي. يقدر عدد سكانها بـ 278 نسمة بحسب إحصاء 2016.